# Zjednoczenie Przemysłu Okrętowego

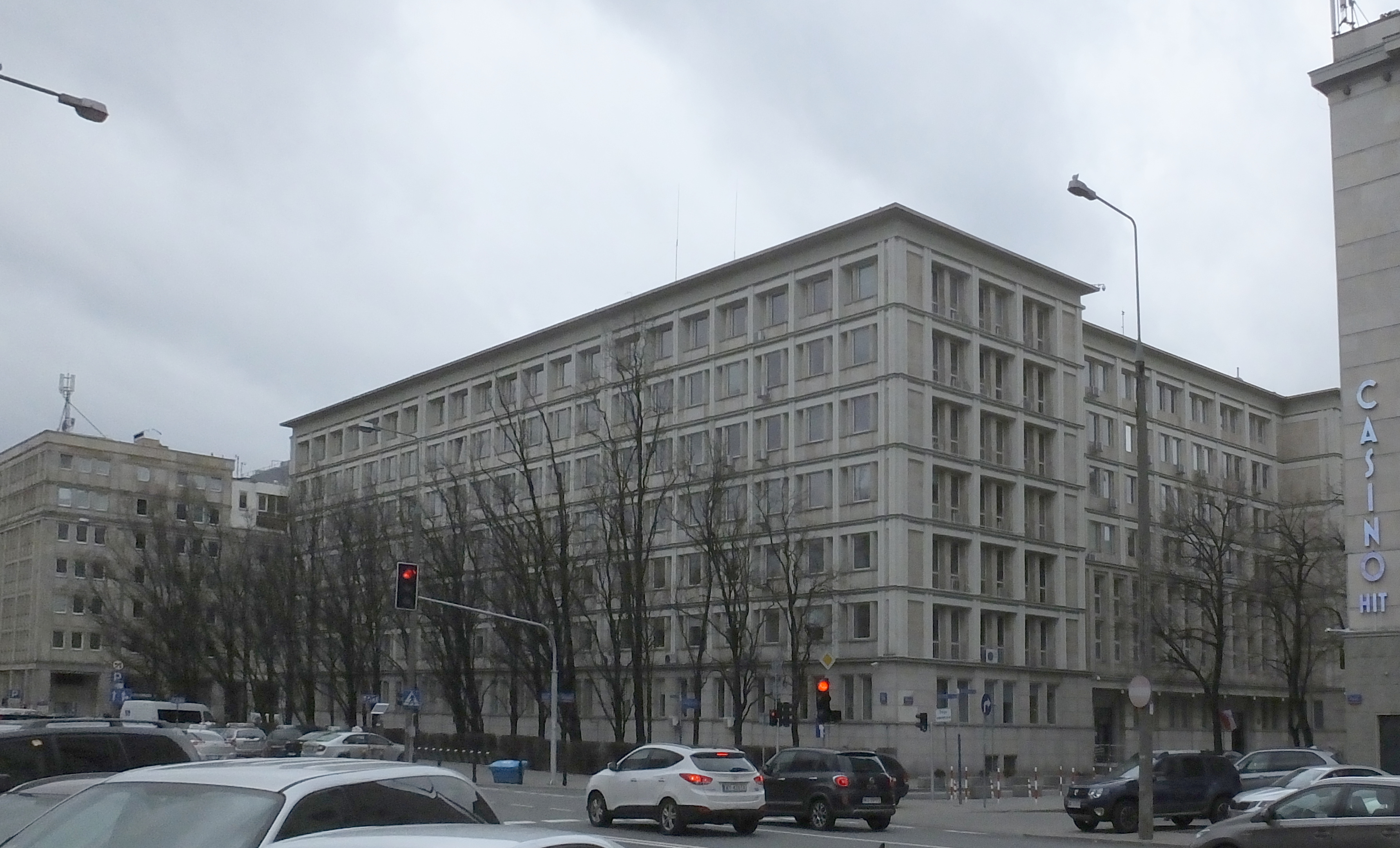
b. siedziba Centralnego Zarządu Przemysłu Okrętowego (1957), następnie Zjednoczenia Przemysłu Okrętowego przy ul. Kruczej 36 (1959-1966)

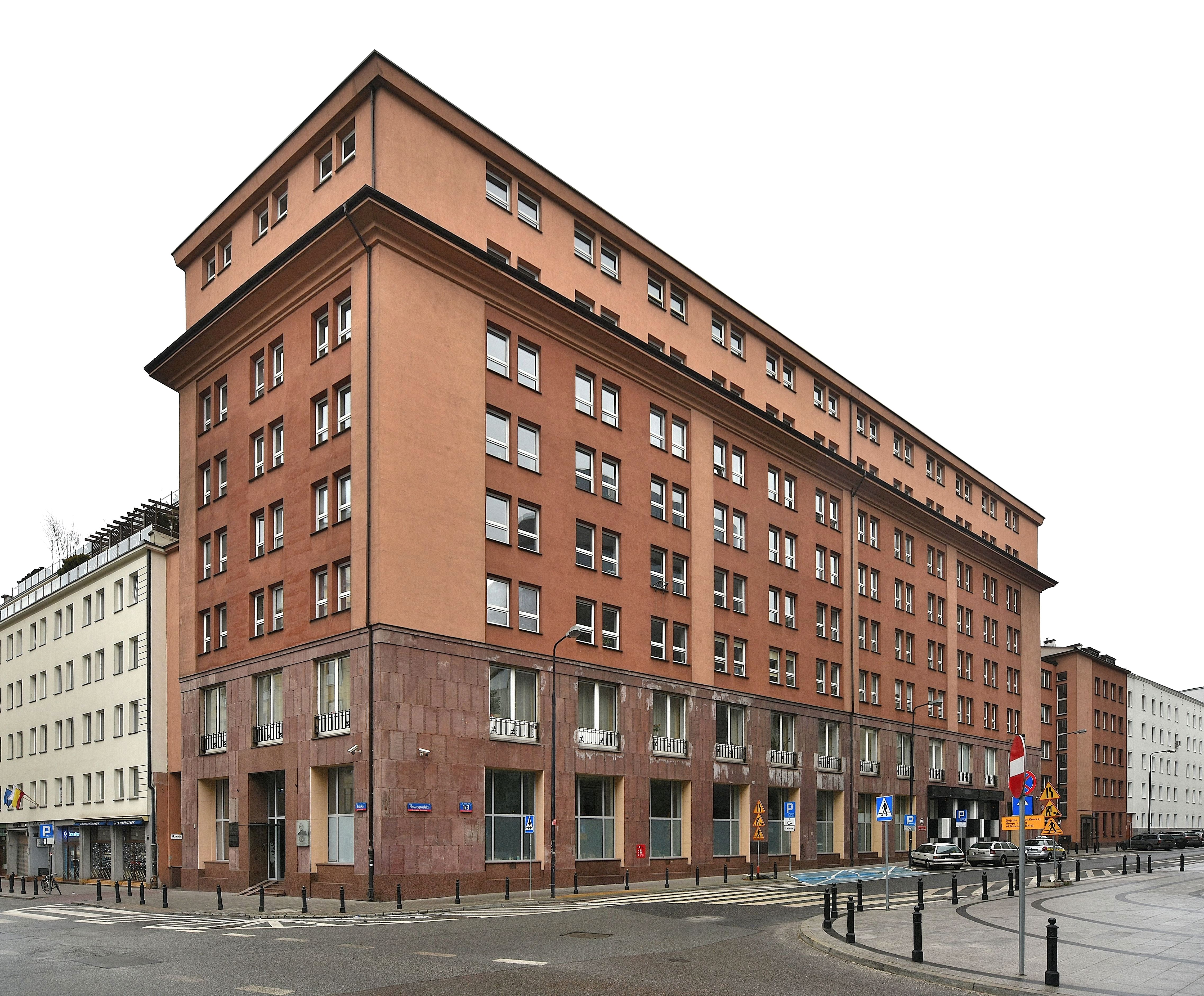
b. siedziba Centralnego Zarządu Przemysłu Okrętowego przy ul. Nowogrodzkiej 1-3 (1955)

Zjednoczenie Przemysłu Okrętowego – funkcjonujący w latach 1958-1983 branżowy organ zarządzania z siedzibą w Gdańsku.
ZPO powołano na bazie utworzonego w 1945 Zjednoczenia Stoczni Polskich w Gdańsku, które w 1950 najpierw przekształcono w Centralny Zarząd Przemysłu Okrętowego z siedzibą w Warszawie, zaś w 1958 w Zjednoczenie Przemysłu Okrętowego (ZPO), również w Warszawie, od 1967 w Gdańsku.
W 1983 ZPO zlikwidowano, przekształcając je w Zrzeszenie Przedsiębiorstw Przemysłu Okrętowego.

## Jednostki nadzorowane[1]
- Stocznia Gdańska im. Lenina
- Stocznia Gdyńska im. Komuny Paryskiej
- Stocznia Szczecińska
- Stocznia Północna, Gdańsk
- Stocznia Ustka
- Stocznia Jachtowa im. J. Conrada, Gdańsk
- Centrum Techniki Okrętowej, Gdańsk
- Centrala Morska Importowo-Eksportowa Centromor, Gdańsk
- Zakłady Urządzeń Okrętowych Bomet, Barlinek
- Przedsiębiorstwo Remontowo – Montażowe Przemysłu Okrętowego Budimor, Gdańsk
- Elbląska Fabryka Urządzeń Okrętowych Elfa, Elbląg
- Zakłady Okrętowych Urządzeń Elektrycznych i Automatyki Elmor, Gdańsk
- Zakłady Mechanizmów Okrętowych Fama, Gniew
- Zakłady Urządzeń Okrętowych Famor, Bydgoszcz
- Fabryka Mebli Okrętowych Famos, Starogard Gdański
- Zakłady Urządzeń Okrętowych Hydroster, Gdańsk
- Zakłady Urządzeń Chłodniczych i Klimatyzacyjnych Klimor, Gdynia
- Zakłady Okrętowe Lubmor, Trzcianka
- Przedsiębiorstwo Robót Malarskich i Izolacyjnych Malmor, Gdańsk
- Fabryka Sprzętu Okrętowego Meblomor, Czarnków
- Ostródzkie Zakłady Okrętowe, Ostróda
- Centrum Techniki Wytwarzania Przemysłu Okrętowego Promor, Gdańsk
- Fabryka Sprzętu Okrętowego Remor, Recz Pomorski
- Fabryka Urządzeń Okrętowych Rumia
- Rypińskie Zakłady Okrętowe, Rypin
- Słupska Fabryka Sprzętu Okrętowego Sezamor, Słupsk
- Fabryka Urządzeń Okrętowych Techmet, Pruszcz Gdański
- Zakład Doświadczalno – Produkcyjny Przemysłu Okrętowego Techmor, Gdańsk
- Toruńskie Zakłady Urządzeń Okrętowych Towimor, Toruń
- Pomorskie Zakłady Urządzeń Okrętowych "WARMA", Grudziądz

## Dyrektorzy generalni
- 1958–1962 – Zdzisław Nowakowski (1908–1969)
- 1966 – Bohdan Perkowski[2]
- 1968 – Henryk Pazderski
- 1970–1976 – Stanisław Skrobot
- 1976–1981 – Mieczysław Tokarz (1932–)[3]